# Palau de Monterrey
El Palau de Monterrey de Salamanca (Castella i Lleó) és un dels màxims exponents de l'estil artístic plateresc a Espanya. Edificat pel III comte de Monterrey, actualment és propietat de la Casa d'Alba, que és titular d'aquest comtat. Va ser un edifici molt admirat i imitat en el segle xix, donant lloc a l'anomenat estil Monterrey, un historicisme que reprenia l'estètica del plateresc.
Va ser declarat Monument Nacional, equivalent a l'actual terme BIC amb categoria de Monument, el 6 de maig de 1929.

## Història
El Palau de Monterrey, situat al centre de la ciutat de Salamanca, el va fer edificar —en estil del Renaixement italià— Alonso de Zúñiga y Acevedo, III comte de Monterrey. Rodrigo Gil de Hontañón i fra Martín de Santiago van esbossar els plànols del palau, i Pedro de Ibarra i Pedro de Miguel y Aguirre van començar la construcció el 18 de gener de 1539. Des de llavors es convertiria en una de les obres més representatives del Renaixement espanyol, si bé és un edifici inacabat, ja que el seu projecte complet era molt més gran. La seua imatge (amb torres i decoració sumptuosa) simbolitza la gran noblesa del segle d'or espanyol.
El projecte preveia un edifici de planta quadrangular i un pati central, amb torres a cada cantonada i al centre de cada ala. Finalment només es va construir una de les ales, la del sud. A les cantonades, lleons i animals onírics sostenen escuts amb les armes dels Zúñiga, Acevedo, Ulloa i Fonseca.
Com una de les propietats principals de la Casa d'Alba, aquest edifici alberga valuoses obres d'art. Aquí s'hi van identificar dos quadres de paisatge com a originals del pintor valencià Josep de Ribera; estan datats el 1639 i són els únics exemples de paisatge independent de tota la seua producció. També es troben aquí el quadre Jàson amb el drac, de Salvator Rosa, i una altra obra atribuïda a Annibale Carracci. De tota manera, el gruix de les col·leccions ducals es custodia al Palau de Llíria de Madrid.
El Palau de Monterrey ha influït notablement en múltiples edificis espanyols dels segles xix i xx, com ara les torres del Palau de la Diputació de Palència, obra de Jerónimo Arroyo de 1916, i la Casa Consistorial de Valladolid, obra d'Enrique María Repullés y Vargas (1908).
En l'actualitat no es troba obert al públic.